# Гаскойн, Пол
Пол Джон Гаско́йн (англ. Paul John Gascoigne; род. 27 мая 1967[…], Гейтсхед, Тайн-энд-Уир) — английский футболист, атакующий полузащитник, бывший игрок сборной Англии. На клубном уровне выступал за английские клубы «Ньюкасл Юнайтед», «Тоттенхэм Хотспур», «Мидлсбро», «Эвертон», «Бернли» и «Бостон Юнайтед», итальянский «Лацио», шотландский «Рейнджерс», а также китайский «Ганьсу Тяньма». 
Гаскойн признаётся одним из лучших полузащитников своего поколения и одним из лучших английских футболистов всех времён. Он становился обладателем наград «Молодой игрок года по версии ПФА», «Игрок года по версии футболистов ШПФА» и «Игрок года по версии Шотландской ассоциации футбольных журналистов». Включён в Зал славы английского футбола.
В 1988—1998 годах выступал в составе сборной Англии. Сыграл на чемпионате мира 1990 года и чемпионате Европы 1996 года, по итогам обоих турниров был включён в их символическую сборную.
На протяжении жизни и футбольной карьеры неоднократно оказывался фигурантом различных скандальных происшествий, спровоцированных серьёзными психическими и эмоциональными проблемами и алкогольной зависимостью.

## Ранние годы
Пол Джон Гаскойн родился 27 мая 1967 года в Гейтсхеде графства Тайн-энд-Уир в рабочей семье. Своё имя получил в честь музыкантов группы The Beatles Пола Маккартни и Джона Леннона. Имеет ирландские корни.
В возрасте десяти лет Пол пережил трагедию — на его глазах машина насмерть сбила младшего брата его друга. Примерно в это же время у отца Пола начались приступы эпилепсии. В результате этих потрясений у Гаскойна начали возникать навязчивые идеи, появились судороги. В дальнейшем у юного Гаскойна появилась зависимость от игровых автоматов.
В школьные годы Гаскойн серьёзно увлёкся футболом, желание стать профессиональным футболистом он мотивировал стремлением обеспечить безбедную жизнь себя и своей семье. Проходил просмотр в командах «Ипсвич Таун», «Мидлсбро» и «Саутгемптон», однако не смог произвести впечатления на скаутов. В 1980 году он оказался в академии «Ньюкасл Юнайтед».

## Карьера
Гаскойн был одной из звёзд английской сборной на чемпионате мира 1990 года. Сборная Англии тогда смогла дойти до полуфинала, уступив по пенальти своему самому принципиальному сопернику — сборной Германии. Кадры с плачущим от обиды Гаскойном тогда облетели весь мир.
Гаскойн перешёл из «Ньюкасл Юнайтед» в «Тоттенхэм Хотспур» в 1988 году. С новым клубом «Газза» дошёл до финала Кубка Англии, где уже на 17-й минуте матча против «Ноттингем Форест» после собственного же грубого приёма получил травму правого колена и был заменён. Тем не менее «Тоттенхэм» сумел в дополнительное время победить благодаря автоголу Деса Уокера.
Пропустив из-за травмы целый сезон 1991/92 (в том числе и чемпионат Европы 1992 года в Швеции), полузащитник за 5,5 млн фунтов стерлингов перешёл в римский «Лацио», но за три сезона сыграл только в 42 матчах.
В 1995 году он оказался в «Рейнджерс», с которым дважды становился чемпионом страны и был признан лучшим футболистом Шотландии в 1996 году (один из трёх англичан, получивших эту награду).
В 1998 году Гаскойн в очередной раз сменил клуб, на этот раз перейдя в «Мидлсбро».
На чемпионате Европы по футболу 1996 года в Англии, в матче со сборной Шотландии, Пол забил феноменальный по красоте гол. Гаскойн эффектным финтом обыграл шотландского защитника и пробил, не дав мячу коснуться поля. Однако сборная Англии в итоге до финала не дошла.
В 2002 году был включён в Зал славы английского футбола.
26 сентября 2010 года появилась информация о том, что Гаскойн возглавит «Гарфорт Таун». Однако уже 7 октября было сообщено, что его в команде не будет.
В августе 2014 Гаскойн был заявлен за клуб «Эбби» из четвёртого дивизиона воскресной лиги Борнмута.
В 2015 году вышел документальный фильм режиссёра и журналиста Джейн Престон «Гаскойн. Легенда Англии».
30 марта 2019 года вышел на поле в матче ветеранов «Тоттенхэма» и «Интера».

## Тренерская карьера
Выполнял функции играющего тренера в «Ганьсу Тяньма» и «Бостон Юнайтед», выражая желание попробовать себя в качестве главного тренера и менеджера. В СМИ появлялась информация о возможном приходе Гаскойна в качестве тренера в шотландские команды «Клайд» и «Гринок Мортон», однако в результате она не подтвердилась.
27 октября 2005 года Гаскойн стал главным тренером команды «Кеттеринг Таун», также выразив желание приобрести треть акций клуба. Однако его пребывание в должности длилось всего 39 дней и 5 декабря 2005 года он был уволен из-за неудовлетворительных результатов и проблем с алкоголем. В октябре 2010 года Гаскойн был близок к назначению главным тренером клуба «Гарфорт Таун», однако после нескольких недель переговоров соглашение достигнуто не было.

## Достижения
Командные
Тоттенхэм Хотспур
- Обладатель Кубка Англии: 1990/91

Рейнджерс
- Чемпион Шотландии (2): 1995/96, 1996/97
- Обладатель Кубка Шотландии: 1995/96
- Обладатель Кубка Шотландской лиги: 1996/97

Личные
- Молодой игрок года по версии ПФА: 1987/88
- Включён в «команду года» по версии ПФА (2): 1987/88, 1990/91
- Игрок года по версии футболистов Шотландской профессиональной футбольной ассоциации: 1995/96
- Игрок года по версии Шотландской ассоциации футбольных журналистов: 1995/1996
- Входит в состав символической сборной чемпионата мира: 1990
- Входит в состав символической сборной чемпионата Европы: 1996
- Член Зала славы английского футбола (2002)
- Член Зала славы «Рейнджерс» (2006)
- Включён в список величайших футболистов XX века по версии World Soccer

## Статистика выступлений

### Клубная карьера
| Выступление       | Выступление      | Выступление      | Лига | Лига | Кубок страны | Кубок страны | Еврокубки | Еврокубки | Другие | Другие | Итого | Итого |
| Клуб              | Лига             | Сезон            | Игры | Голы | Игры         | Голы         | Игры      | Голы      | Игры   | Голы   | Игры  | Голы  |
| ----------------- | ---------------- | ---------------- | ---- | ---- | ------------ | ------------ | --------- | --------- | ------ | ------ | ----- | ----- |
| Ньюкасл Юнайтед   | Первый дивизион  | 1984/85          | 2    | 0    | 0            | 0            | 0         | 0         | 0      | 0      | 2     | 0     |
| Ньюкасл Юнайтед   | Первый дивизион  | 1985/86          | 31   | 9    | 1            | 0            | 0         | 0         | 3      | 0      | 35    | 9     |
| Ньюкасл Юнайтед   | Первый дивизион  | 1986/87          | 24   | 5    | 0            | 0            | 0         | 0         | 2      | 0      | 26    | 5     |
| Ньюкасл Юнайтед   | Первый дивизион  | 1987/88          | 35   | 7    | 3            | 3            | 0         | 0         | 3      | 1      | 41    | 11    |
| Ньюкасл Юнайтед   | Итого            | Итого            | 92   | 21   | 4            | 3            | 0         | 0         | 8      | 1      | 104   | 25    |
| Тоттенхэм Хотспур | Первый дивизион  | 1988/89          | 32   | 6    | 0            | 0            | 0         | 0         | 5      | 1      | 37    | 7     |
| Тоттенхэм Хотспур | Первый дивизион  | 1989/90          | 34   | 6    | 0            | 0            | 0         | 0         | 4      | 1      | 38    | 7     |
| Тоттенхэм Хотспур | Первый дивизион  | 1990/91          | 26   | 7    | 6            | 6            | 0         | 0         | 5      | 6      | 37    | 19    |
| Тоттенхэм Хотспур | Первый дивизион  | 1991/92          | 0    | 0    | 0            | 0            | 0         | 0         | 0      | 0      | 0     | 0     |
| Тоттенхэм Хотспур | Итого            | Итого            | 92   | 19   | 6            | 6            | 0         | 0         | 14     | 8      | 112   | 33    |
| Лацио             | Серия А          | 1992/93          | 22   | 4    | 4            | 0            | 0         | 0         | 0      | 0      | 26    | 4     |
| Лацио             | Серия А          | 1993/94          | 17   | 2    | 0            | 0            | 0         | 0         | 0      | 0      | 17    | 2     |
| Лацио             | Серия А          | 1994/95          | 4    | 0    | 0            | 0            | 0         | 0         | 0      | 0      | 4     | 0     |
| Лацио             | Итого            | Итого            | 43   | 6    | 4            | 0            | 0         | 0         | 0      | 0      | 47    | 6     |
| Рейнджерс         | Премьер-дивизион | 1995/96          | 28   | 14   | 4            | 3            | 7         | 1         | 3      | 1      | 42    | 19    |
| Рейнджерс         | Премьер-дивизион | 1996/97          | 26   | 13   | 1            | 0            | 3         | 1         | 4      | 3      | 34    | 17    |
| Рейнджерс         | Премьер-дивизион | 1997/98          | 20   | 3    | 3            | 0            | 5         | 0         | 0      | 0      | 28    | 3     |
| Рейнджерс         | Итого            | Итого            | 74   | 30   | 8            | 3            | 15        | 2         | 7      | 4      | 104   | 39    |
| Мидлсбро          | Первый дивизион  | 1997/98          | 7    | 0    | 0            | 0            | 0         | 0         | 1      | 0      | 8     | 0     |
| Мидлсбро          | Премьер-лига     | 1998/99          | 26   | 3    | 1            | 0            | 0         | 0         | 2      | 0      | 29    | 3     |
| Мидлсбро          | Премьер-лига     | 1999/00          | 8    | 1    | 1            | 0            | 0         | 0         | 2      | 0      | 11    | 1     |
| Мидлсбро          | Итого            | Итого            | 41   | 4    | 2            | 0            | 0         | 0         | 5      | 0      | 48    | 4     |
| Эвертон           | Премьер-лига     | 2000/01          | 14   | 0    | 0            | 0            | 0         | 0         | 1      | 0      | 15    | 0     |
| Эвертон           | Премьер-лига     | 2001/02          | 18   | 1    | 4            | 0            | 0         | 0         | 1      | 0      | 23    | 1     |
| Эвертон           | Итого            | Итого            | 32   | 1    | 4            | 0            | 0         | 0         | 2      | 0      | 38    | 1     |
| Бернли            | Первый дивизион  | 2001/02          | 6    | 0    | 0            | 0            | 0         | 0         | 0      | 0      | 6     | 0     |
| Бернли            | Итого            | Итого            | 6    | 0    | 0            | 0            | 0         | 0         | 0      | 0      | 6     | 0     |
| Ганьсу Тяньма     | Первая лига      | 2003             | 4    | 2    | 0            | 0            | 0         | 0         | 0      | 0      | 4     | 2     |
| Ганьсу Тяньма     | Итого            | Итого            | 4    | 2    | 0            | 0            | 0         | 0         | 0      | 0      | 4     | 2     |
| Бостон Юнайтед    | Лига 2           | 2004/05          | 4    | 0    | 0            | 0            | 0         | 0         | 1      | 0      | 5     | 0     |
| Бостон Юнайтед    | Итого            | Итого            | 4    | 0    | 0            | 0            | 0         | 0         | 1      | 0      | 5     | 0     |
| Всего за карьеру  | Всего за карьеру | Всего за карьеру | 388  | 83   | 28           | 12           | 15        | 2         | 37     | 13     | 468   | 110   |

### Матчи за сборную Англии
| Матчи Пола Гаскойна за сборную Англии | Матчи Пола Гаскойна за сборную Англии | Матчи Пола Гаскойна за сборную Англии | Матчи Пола Гаскойна за сборную Англии | Матчи Пола Гаскойна за сборную Англии | Матчи Пола Гаскойна за сборную Англии |
| №                                     | Дата                                  | Соперник                              | Счёт                                  | Голы                                  | Турнир                                |
| ------------------------------------- | ------------------------------------- | ------------------------------------- | ------------------------------------- | ------------------------------------- | ------------------------------------- |
| 1                                     | 14 сентября 1988                      | Дания                                 | 1:0                                   |                                       | Товарищеский матч                     |
| 2                                     | 16 ноября 1988                        | Саудовская Аравия                     | 1:1                                   |                                       | Товарищеский матч                     |
| 3                                     | 26 марта 1989                         | Албания                               | 5:0                                   | 1                                     | Отборочные матчи ЧМ-1990              |
| 4                                     | 23 мая 1989                           | Чили                                  | 0:0                                   |                                       | Товарищеский матч                     |
| 5                                     | 27 мая 1989                           | Шотландия                             | 2:0                                   |                                       | Товарищеский матч                     |
| 6                                     | 6 сентября 1989                       | Швеция                                | 0:0                                   |                                       | Отборочные матчи ЧМ-1990              |
| 7                                     | 28 марта 1990                         | Бразилия                              | 1:0                                   |                                       | Товарищеский матч                     |
| 8                                     | 25 апреля 1990                        | Чехословакия                          | 4:2                                   | 1                                     | Товарищеский матч                     |
| 9                                     | 15 мая 1990                           | Дания                                 | 1:0                                   |                                       | Товарищеский матч                     |
| 10                                    | 22 мая 1990                           | Уругвай                               | 1:2                                   |                                       | Товарищеский матч                     |
| 11                                    | 2 июня 1990                           | Тунис                                 | 1:1                                   |                                       | Товарищеский матч                     |
| 12                                    | 13 июня 1990                          | Ирландия                              | 1:1                                   |                                       | Финальные матчи ЧМ-1990               |
| 13                                    | 16 июня 1990                          | Нидерланды                            | 0:0                                   |                                       | Финальные матчи ЧМ-1990               |
| 14                                    | 21 июня 1990                          | Египет                                | 1:0                                   |                                       | Финальные матчи ЧМ-1990               |
| 15                                    | 26 июня 1990                          | Бельгия                               | 1:0                                   |                                       | Финальные матчи ЧМ-1990               |
| 16                                    | 1 июля 1990                           | Камерун                               | 3:2                                   |                                       | Финальные матчи ЧМ-1990               |
| 17                                    | 4 июля 1990                           | Германия                              | 1:1 (3:4)                             |                                       | Финальные матчи ЧМ-1990               |
| 18                                    | 12 сентября 1990                      | Венгрия                               | 1:0                                   |                                       | Товарищеский матч                     |
| 19                                    | 17 октября 1990                       | Польша                                | 2:0                                   |                                       | Отборочные матчи ЧЕ-1992              |
| 20                                    | 6 февраля 1991                        | Камерун                               | 2:0                                   |                                       | Товарищеский матч                     |
| 21                                    | 14 октября 1992                       | Норвегия                              | 1:1                                   |                                       | Отборочные матчи ЧМ-1994              |
| 22                                    | 18 ноября 1992                        | Турция                                | 4:0                                   | 2                                     | Отборочные матчи ЧМ-1994              |
| 23                                    | 17 февраля 1993                       | Сан-Марино                            | 6:0                                   |                                       | Отборочные матчи ЧМ-1994              |
| 24                                    | 31 марта 1993                         | Турция                                | 2:0                                   | 1                                     | Отборочные матчи ЧМ-1994              |
| 25                                    | 28 апреля 1993                        | Нидерланды                            | 2:2                                   |                                       | Отборочные матчи ЧМ-1994              |
| 26                                    | 29 мая 1993                           | Польша                                | 1:1                                   |                                       | Отборочные матчи ЧМ-1994              |
| 27                                    | 2 июня 1993                           | Норвегия                              | 0:2                                   |                                       | Отборочные матчи ЧМ-1994              |
| 28                                    | 8 сентября 1993                       | Польша                                | 3:0                                   | 1                                     | Отборочные матчи ЧМ-1994              |
| 29                                    | 9 марта 1994                          | Дания                                 | 1:0                                   |                                       | Товарищеский матч                     |
| 30                                    | 3 июня 1995                           | Япония                                | 2:1                                   |                                       | Товарищеский матч                     |
| 31                                    | 8 июня 1995                           | Швеция                                | 3:3                                   |                                       | Товарищеский матч                     |
| 32                                    | 11 июня 1995                          | Бразилия                              | 1:3                                   |                                       | Товарищеский матч                     |
| 33                                    | 6 сентября 1995                       | Колумбия                              | 0:0                                   |                                       | Товарищеский матч                     |
| 34                                    | 15 ноября 1995                        | Швейцария                             | 3:1                                   |                                       | Товарищеский матч                     |
| 35                                    | 12 декабря 1995                       | Португалия                            | 1:1                                   |                                       | Товарищеский матч                     |
| 36                                    | 27 марта 1996                         | Болгария                              | 1:0                                   |                                       | Товарищеский матч                     |
| 37                                    | 24 апреля 1996                        | Хорватия                              | 0:0                                   |                                       | Товарищеский матч                     |
| 38                                    | 23 мая 1996                           | Китай                                 | 3:0                                   | 1                                     | Товарищеский матч                     |
| 39                                    | 8 июня 1996                           | Швейцария                             | 1:1                                   |                                       | Финальные матчи ЧЕ-1996               |
| 40                                    | 15 июня 1996                          | Шотландия                             | 2:0                                   | 1                                     | Финальные матчи ЧЕ-1996               |
| 41                                    | 18 июня 1996                          | Нидерланды                            | 4:1                                   |                                       | Финальные матчи ЧЕ-1996               |
| 42                                    | 22 июня 1996                          | Испания                               | 0:0 (4:2)                             |                                       | Финальные матчи ЧЕ-1996               |
| 43                                    | 26 июня 1996                          | Германия                              | 1:1 (5:6)                             |                                       | Финальные матчи ЧЕ-1996               |
| 44                                    | 1 сентября 1996                       | Молдова                               | 3:0                                   | 1                                     | Отборочные матчи ЧМ-1998              |
| 45                                    | 9 октября 1996                        | Польша                                | 2:1                                   |                                       | Отборочные матчи ЧМ-1998              |
| 46                                    | 9 ноября 1996                         | Грузия                                | 2:0                                   |                                       | Отборочные матчи ЧМ-1998              |
| 47                                    | 24 мая 1997                           | ЮАР                                   | 2:1                                   |                                       | Товарищеский матч                     |
| 48                                    | 31 мая 1997                           | Польша                                | 2:0                                   |                                       | Отборочные матчи ЧМ-1998              |
| 49                                    | 4 июня 1997                           | Италия                                | 2:0                                   |                                       | Товарищеский матч                     |
| 50                                    | 7 июня 1997                           | Франция                               | 1:0                                   |                                       | Товарищеский матч                     |
| 51                                    | 10 июня 1997                          | Бразилия                              | 0:1                                   |                                       | Товарищеский матч                     |
| 52                                    | 10 сентября 1997                      | Молдова                               | 4:0                                   | 1                                     | Отборочные матчи ЧМ-1998              |
| 53                                    | 11 октября 1997                       | Италия                                | 0:0                                   |                                       | Отборочные матчи ЧМ-1998              |
| 54                                    | 15 ноября 1997                        | Камерун                               | 2:0                                   |                                       | Товарищеский матч                     |
| 55                                    | 23 мая 1998                           | Саудовская Аравия                     | 0:0                                   |                                       | Товарищеский матч                     |
| 56                                    | 27 мая 1998                           | Марокко                               | 1:0                                   |                                       | Товарищеский матч                     |
| 57                                    | 29 мая 1998                           | Бельгия                               | 0:0 (3:4)                             |                                       | Товарищеский матч                     |

Итого: 57 матчей / 10 голов; 34 победы, 16 ничьих, 7 поражений.

## Личная жизнь
В июле 1996 года Гаскойн женился на своей подруге Шерил Фейлс, с которой состоял в отношениях около шести лет. Ещё до заключения брака у пары родился сын Реган, также Гаскойн оформил отцовство на двух детей Шерил от первого брака — сына Мейсона и дочь Бьянку. В начале 1999 года Пол и Шерил развелись, одной из причин этого стало домашнее насилие со стороны Гаскойна.
Гаскойн страдает психическими и эмоциональными расстройствами. На протяжении своей жизни сталкивался с булимией, обсессивно-компульсивным расстройством, биполярным расстройством, синдромом дефицита внимания и гиперактивности. Страдает алкоголизмом, наркотической, никотиновой, кофеиновой, игровой зависимостями.